# Martti Peitso

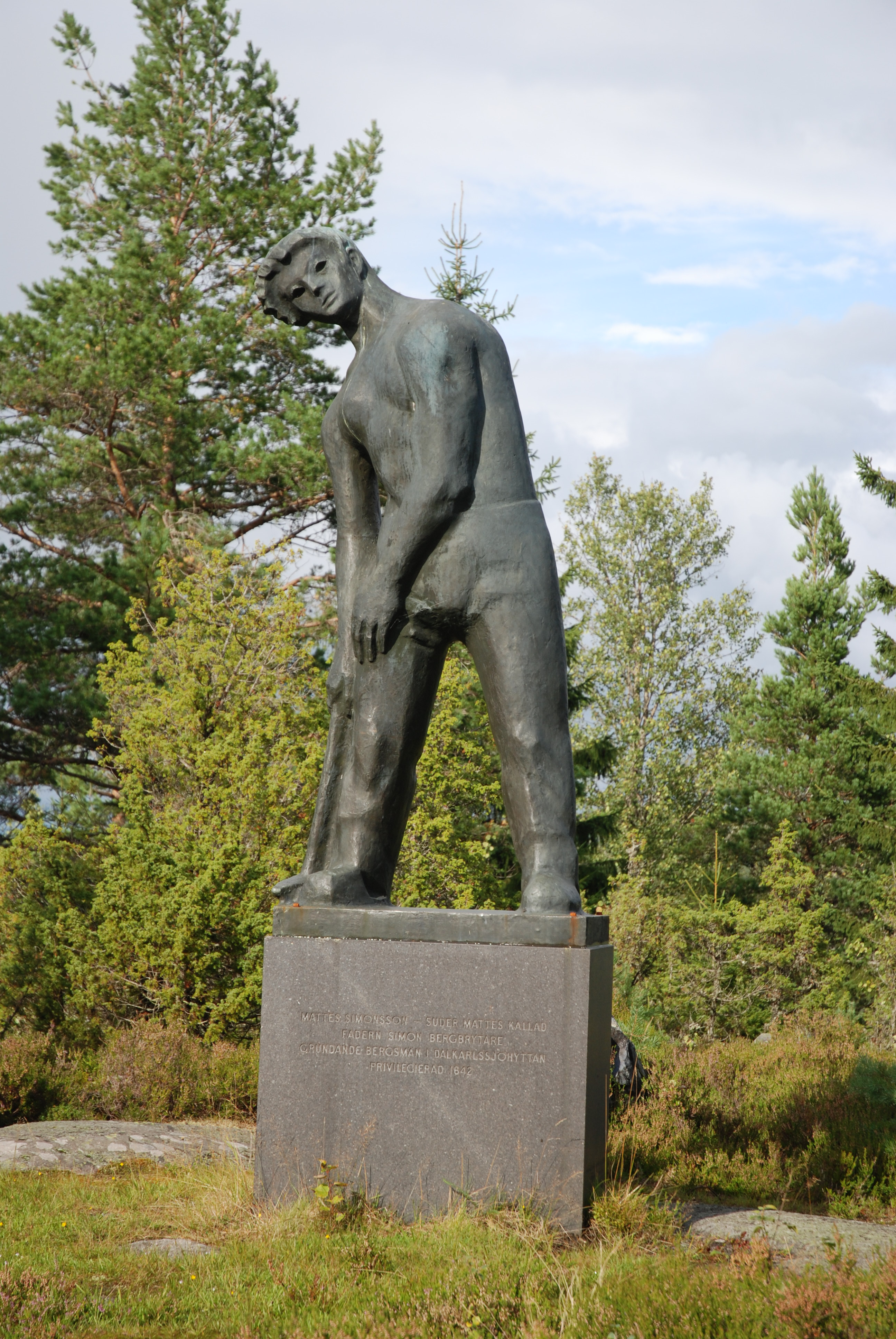
Suder Mattes utanför Lesjöfors

Martti Samuli Peitso, född 24 augusti 1924 i Brahestad, död 4 december 1994, var en finländsk skulptör.
Martti Peitso utbildade sig bland annat som assistent till Wäinö Aaltonen 1950-54. 
I Sverige är Martti Peitso främst känd för monumentet över 1600-talsbergsmannen Mattes Simonsson, "Suder Mattes", på Sjösta minneskulle  vid Dalkarlssjön, sydväst om Lesjöfors.

## Offentliga verk i urval
- Suder Mattes, bronsskulptur över bergsmannen Mattes Simonsson (1963), Sjösta, Lesjöfors [1]60°37′43.86″N 14°10′15.65″Ö / 60.6288500°N 14.1710139°Ö
- Badande (Kylpijä), utanför Ekåsens sjukhus i Ekenäs
- Byst över John Österholm, 1982, hörnet Stora Kyrkogatan/Strandpromenaden i Ekenäs
- Frihetens flammor, 1966, minnesmärke över 1905 års generalstrejk, Ekenäs
- Porträtthuvuden i Västanfjärds bibliotek